# Homogyne
Homogyne, Fölhovssläktet, är ett släkte av korgblommiga växter. Homogyne ingår i familjen korgblommiga växter.

## Arter
- Homogyne alpina - Europa från Storbritannien och Portugal till Ukraina
- Homogyne ausserdorferi - Österrike
- Homogyne discolor - Italien, Österrike, Tyskland, Kroatien, Slovenien, Bosnien-Herzegovina
- Homogyne montana - Alperna
- Homogyne sylvestris - Italien, Österrike, Kroatien, Slovenien

Kladogram enligt Catalogue of Life:
| Homogyne | \| \| Homogyne alpina \| \| \| \| \| \| Homogyne discolor \| \| \| \| |
|          | \| \| Homogyne alpina \| \| \| \| \| \| Homogyne discolor \| \| \| \| |
|          | Homogyne alpina                                                       |
|          |                                                                       |
|          | Homogyne discolor                                                     |
|          |                                                                       |

## Bildgalleri

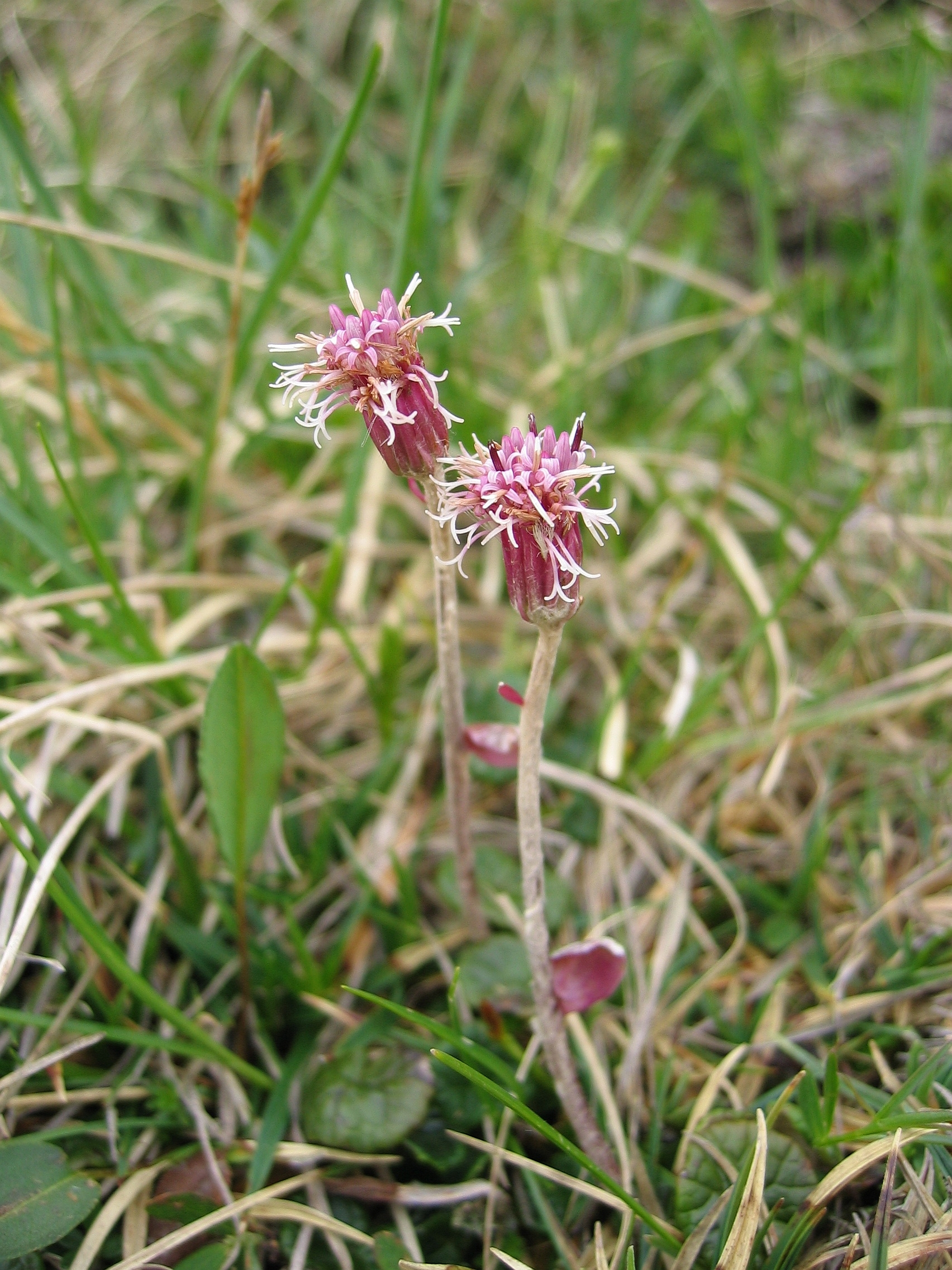
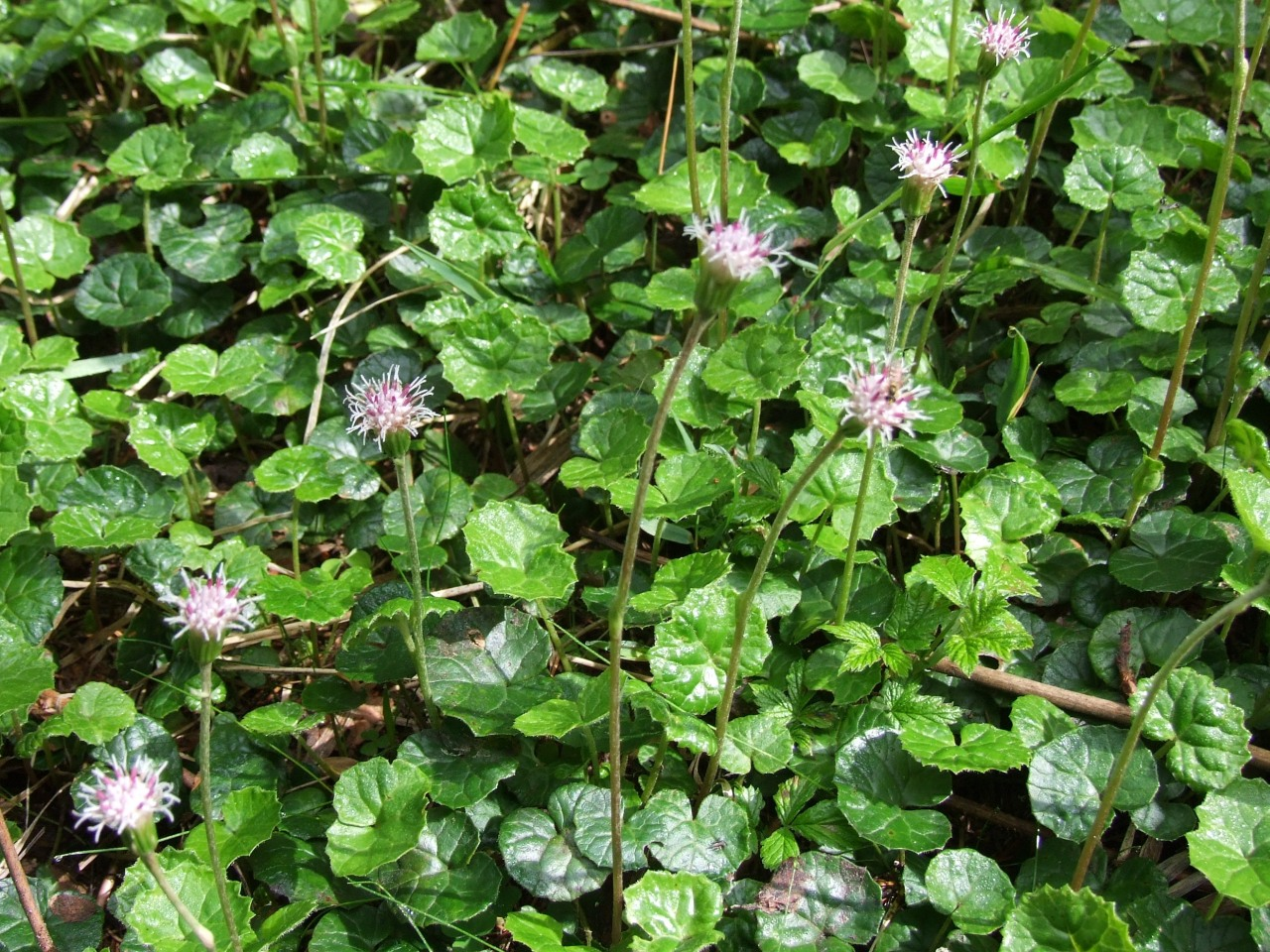
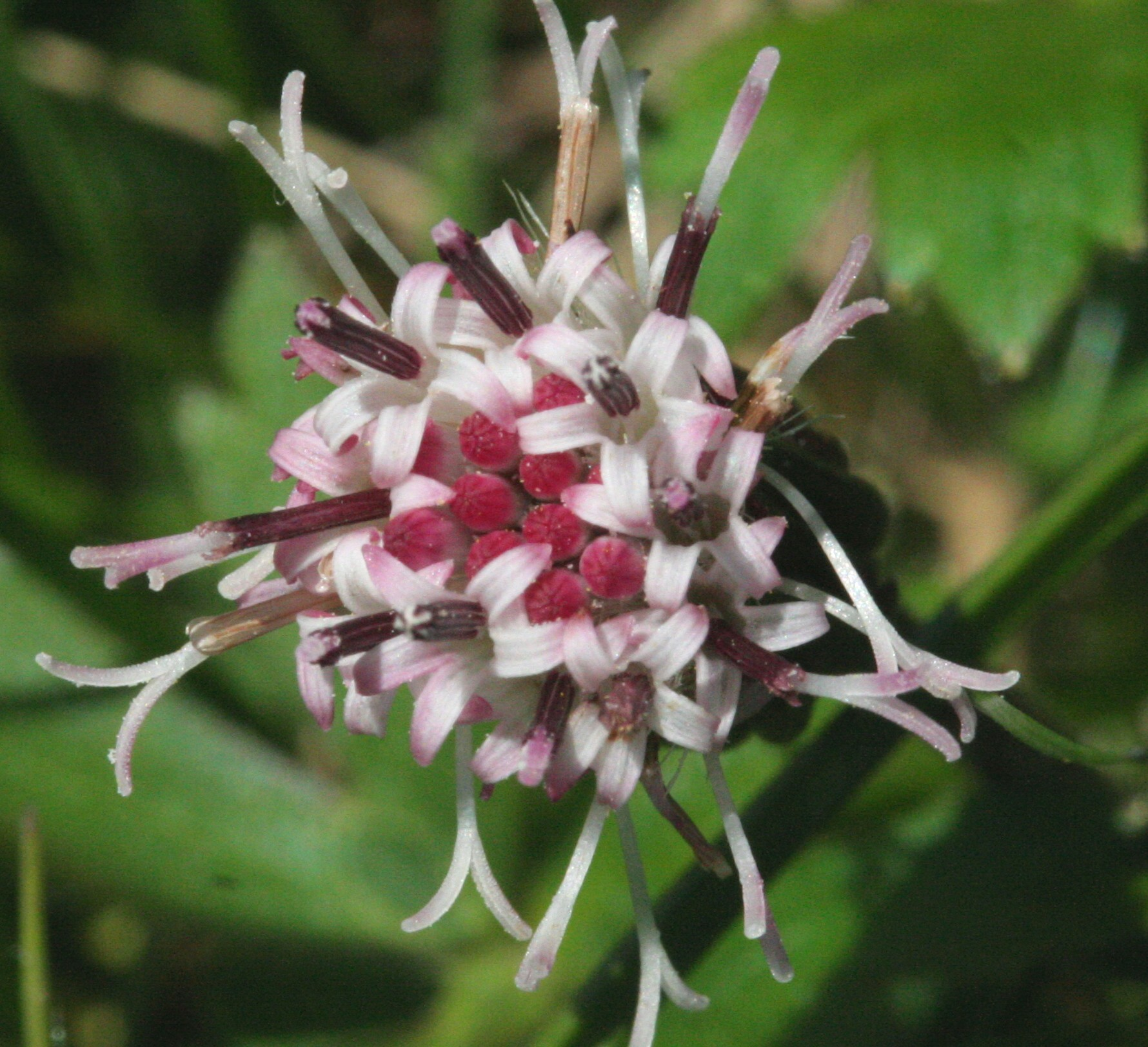
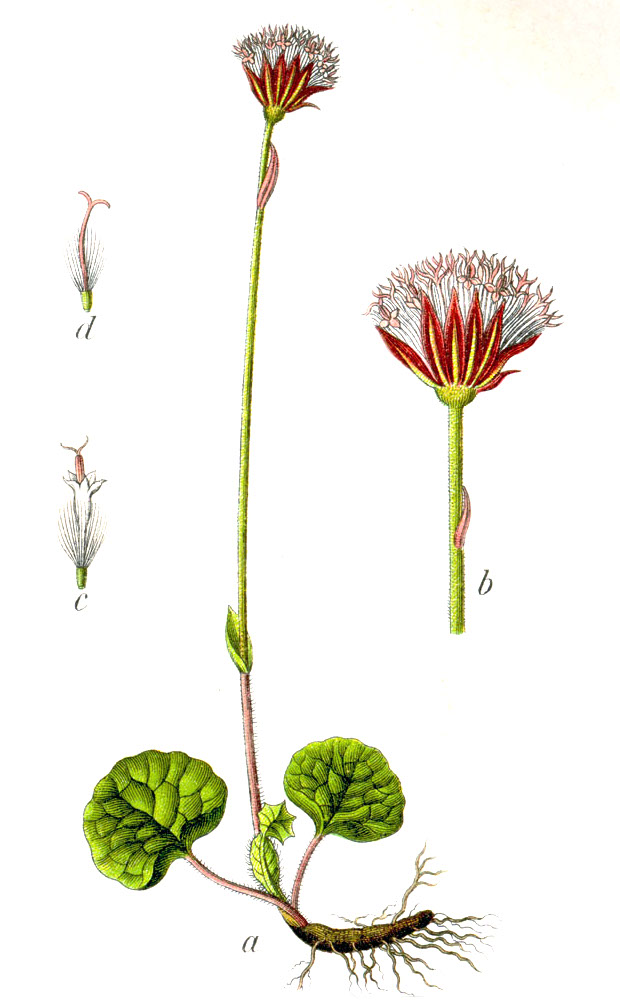